# 長島信弘
長島 信弘（ながしま のぶひろ、1937年1月2日 - ）は、日本の文化人類学者。一橋大学名誉教授。中部大学名誉教授。JRA賞馬事文化賞受賞。指導学生に坂内徳明一橋大学名誉教授、足羽與志子一橋大教授、小馬徹神奈川大学教授、深澤秀夫東京外国語大学教授など。

## 経歴
東京都生まれ。
- 1955年、東京都立小石川高等学校卒
- 1956年、東京大学教養学部理科2類入学
- 1960年、東京大学教養学部教養学科文化人類学専攻卒、同大学院生物学研究科進学、人類学、アフリカ民族誌を研究。
- 1962年、国際基督教大学社会学人類学科非常勤助手
- 1965年3月、東京大学大学院生物学研究科博士課程単位取得退学
- 1965年4月、国際基督教大学教養学部助手
- 1965年9月、オックスフォード大学留学
- 1968年からウガンダのイテソ民族を対象としてアフリカ民族誌を研究、マケレレ大学社会調査研究所準研究員・専任研究員。
- 1970年、埼玉大学教養学部文化人類学科助教授
- 1971年、一橋大学社会学部講師併任、1972年同助教授併任、社会人類学研究室を創設、
- 1980年、一橋大学社会学部教授、国立民族学博物館教授併任。
- 1987年、「死と病の民族誌－ケニア・テソ族の災因論」で東大社会学博士。
- 1996年、一橋大学社会学部長。
- 1998年から国際協力事業団(JICA)専門家としてウガンダに派遣、プロジェクトリーダーとしてウガンダとの研究協力に参加。
- 2000年、一橋大学を定年退官し、中部大学国際関係学部教授就任、定年後特任教授就任。学長補佐。
- 2009年3月、中部大学特任教授を退任。

## 著書
- テソ民族誌 その世界観の探求 中公新書、1972
- 死と病いの民族誌 ケニア・テソ族の災因論 岩波書店、1987
- 競馬の人類学 岩波新書、1988（JRA賞馬事文化賞受賞）
- 社会規範－タブーと褒賞 中内敏夫、石井米雄と共著 藤原書店、1995
- 長島教授の楽しみ倍増馬券講座 草思社、2000
- 新・競馬の人類学 講談社+α文庫、2002
- 国際文化交流と地域研究 （編）中部大学、2003

## 翻訳
- 生活文化の発生 ユウリス・リップス 大林太良共訳 角川新書、1964
- 社会人類学 ゴドフリー・リーンハート 増田義郎共訳 岩波書店、1967
- ナイルの彼方へ エルスペス・ハクスリー 図説 探検の世界史11 集英社、1975
- ブラック・アフリカの魂 ジョン・ロスコー 松本陽子共訳 集英社、1977
- 社会人類学案内 エドマンド・リーチ 岩波書店、1985。岩波同時代ライブラリー、1991
- ヌアー族の親族と結婚 エヴァンズ＝プリチャード 向井元子共訳 岩波書店、1985
- 文化唯物論 マテリアルから世界を読む新たな方法 マーヴィン・ハリス 鈴木洋一共訳 早川書房、1987
- 鍋と帽子と成人式 生活文化の発生 ユリウス・E・リップス 大林太良共訳 八坂書房、1988
- ナイル探検 ブルース 石川由美共訳 17・18世紀大旅行記叢書 岩波書店、1991
- 帰国子女 新しい特権層の出現 ロジャー・グッドマン 清水郷美共訳 岩波書店、1992

## エピソード
- 競馬好きとしても知られ、上記の通り、競馬関連の著書が何冊かある他、1980年代後半には、NHK競馬中継のレギュラーゲスト（東京競馬場及び中山競馬場開催のレースのみ）として出演していたこともある。